# Отношения между Саудитска Арабия и Турция
Отношенията между Саудитска Арабия и Турция са международни отношения, упражнявани между две исторически свързани държави. Кралство Саудитска Арабия и Република Турция са две мощни държави в Близкия изток.
Двете страни са членове на Организацията за ислямско сътрудничество, Г-20 и на Световната търговска организация и имат много добри политически и икономически отношения.
Саудитска Арабия има посолство в Анкара и генерално консулство в Истанбул. Турция поддържа посолство в Рияд и генерално консулство в Джеда.

## Исторически преглед
На 6 юли 1517 г., Арабия минава под османско владичество, след войната между Мамелюците и Сафавидите в Османската империя. Османската армия печели битката при Чалдиран, битката при Мардж Дабик и битката при Ридания, която слага край на властта на Мамелюците в Хеджас. Турският султан Селим I повежда военна експедиция, която позволява на османците да разширят своята доминация в останалата част от Средния Изток. На религиозно ниво, Абасидският халифат е унищожен, а Селим I създава Османския халифат, който продължава до 1924 година. За да се гарантира неговата легитимност в светите места на исляма, Селим I се провъзгласява за служител на двете свещени джамии – в този случай тези на Мека и Медина.
Османската империя контролира в продължение на близо 400 години и области Хежас и Нажран, като разширява своето влияние до Нежд и източния бряг на Арабия, в днешна Саудитска Арабия. Османците водят няколко експедиции срещу Първата Саудитска държава и Втората Саудитска държава, особено в съюз с емирство Хаил. Сауд завладява Мека, Медина и цялата Хеджас през 1806 г. Османците реагират: на 8 ноември 1818, падането на Дария временно прекратява царуването на Сауд. Четвъртият саудитски имам, правнука на Ибн Сауд, Абдула бин Сауд бин Мохамед бин Абдулазиз Ал Сауд, е обезглавен в Истанбул.
Османците построяват железницата в Хеджас, свързваща Дамаск в Сирия с Медина, през региона Хеджас, област в северозападна Саудитска Арабия. Тя е построена по заповед на султан Абдул Хамид II.
Първата връзка между Султаната Нежд и Турция датира от договора за мир и приятелство, подписан на 3 август 1929. Чрез този договор, Турция признава независимостта и териториалната цялост на Султаната на Нежд над Хеджас.
През 1931 г. крал Фейсал бин Абдулазиз Ал Сауд среща последната си съпруга Ифат Ал-Тунаян в Турция; тъй като младоженците не знаят езика на другия, крал Фейсал бин Абдулазиз Ал Сауд научава турски, а кралица Ифат Ал-Тунаян арабски
През 1974 г., по време на операцията Атила, водена от турската армия в Кипър, Саудитска Арабия е една от малкото страни – с Афганистан, Иран, Пакистан и Либия – които подпомагат на политически и финансово Турция, най-вече с доставки на петрол – на стойност 1,5 милиарда щатски долара, и 1 милиарда щатски долара в наличност.
През 1991 г., за да се компенсират икономическите загуби, понесени от Турция по време на първата война в Персийския залив, Саудитска Арабия и Съветът за сътрудничество в Персийския залив дават безвъзмездна помощ от 2,2 млрд. щатски долара.
През 1992 г. допълнителна помощ от 3,8 милиарда щатски долара е отпусната на Турция от страна на Саудитска Арабия и Съвета за сътрудничество в Персийския залив за финансирането на военни самолети (закупуване на 40 F-16 за програмата Peace Onyx) II.

## Области на сътрудничество

### Дипломация
Двете страни се сближават в началото на 2011 г., за да подкрепят финансово и политически CNFOR срещу режима на Башар ал-Асад по време на сирийската гражданска война.
Саудитска Арабия и Турция искат да създадат по-добра координация; това сближаване се ускорява с Арабската пролет и сирийската гражданска война. Това сближаване се дължи на загрижеността на двете сунитски страни срещу Иран. Саудитска Арабия и Турция преразглеждат „всички тенденции в регионалното и международното развитие и положението на техните братски страни относно тези развития, както и начините за укрепване на двустранното сътрудничество.“
Военно сътрудничество
На 29 май 2011 г. двете страни подписват договор за военно сътрудничество за обучение на военен персонал, за военни и технически специалности (операции, логистика, разузнаване), за да насърчават на мира и стабилността в Средния Изток и в света; споразумението също така предвижда сътрудничество в областта на бронираните машини. Един предишен договор е подписан между двете страни на 24 май 2010 г. за обучение, научно, техническо и промишлено сътрудничество във военната област. Този договор позволяваше също така да се подобрят двустранните отношения, основани на приятелство, взаимно разбирателство и сътрудничество.
Двете страни си сътрудничат в областта на отбранителната индустрия и споделянето на военни технологии. Саудитска Арабия е вторият по големина клиент индустрия на турската отбранителна промишленост през 2012 година.
От 2010 г. саудитските въздушни сили участват в осъществяването на Анадолски Орел, който се провежда всяка година над военновъздушната база в Коня в Турция, за да „направи значителен принос към въздушните сили в мюсюлманските страни“, според заместник-министъра на саудитската отбрана Халед бин Султан.
На 20 май 2013 г. се осъществява стратегическо сближаване между двете страни с подписването на споразумение за промишлено сътрудничество и отбрана, в присъствието на престолонаследника принц Салман бин Абдулазиз Ал Сауд и турският президент Абдула Гюл. В същото време, турските ВВС участват в Саудитска Арабия в провеждането на „Peace Hawks 1“ със саудитските и пакистанските ВВС.

### Икономика
Споразумение за свободна търговия между Турция и Съвета за сътрудничество в Персийския залив (включително Саудитска Арабия) е в процес на договаряне, за да се достигне обем на търговския обмен от 30 милиарда щатски долара. В момента, през 2012 г., стокообменът между двете страни възлиза на 6 милиарда щатски долара.

### Енергетика
Вследствие на международните санкции срещу иранския петрол, Турция реши да увеличи значително дългосрочния внос на саудитски петрол.

### Транспорт
Турция започва работа по проект за свързване на Истанбул и Мека с високоскоростен влак. Турското правителство обяви началото на работа, за да се възстанови железница в Хеджас, построена през османската епоха в началото на ХХ век, която свързва Истанбул в Турция с Медина в Саудитска Арабия. Планът включва стартирането на високоскоростна линия, свързваща Истанбул и Мека, като се намали разстоянието между двата града до 24 часа в за разстояние от 2200 km.

### Турска диаспора в Саудитска Арабия
Саудитска Арабия приютява една от най-големите турски общности в целия свят. Над 200 000 турци живеят в страната.